# Gustavia erythrocarpa
Gustavia erythrocarpa é uma espécie de planta lenhosa da família Lecythidaceae.
A árvore pode apenas ser encontrada no Brasil, mais precisamente em Floresta de Terra Firme na Amazônia (bioma) no estado do Pará.
Apenas as folhas e os frutos identificam essa espécie, que se distingue das outras do mesmo gênero encontradas na Amazônia pela presença de pelos na superfície inferior da lâmina foliar e pela tonalidade avermelhada dos frutos. Está ameaçada por perda de habitat.